# Bukuresd
Bukuresd (románul: Bucureșci), település Romániában, Erdélyben, Hunyad megyében.

## Fekvése
Brádtól keletre, Kristyor, Rovina és Seszur közt fekvő település.

## Története
Bukuresd nevét 1445-ben említette először oklevél Bokorfalwa néven, mint a világosi vár tartozékát. 1464-ben Bukorethefalva, 1525-ben Bukuresth, 1600-ban Bukurest, 1733-ban Bukerest, 1750-ben Bukurest, 1760-1762 között Bukuresch, 1808-ban Bukurest (Alsó-, Felső-) néven írták.
1910-ben 627 lakosából 625 román volt. Ebből 101 görögkatolikus, 525 görögkeleti ortodox volt. A trianoni békeszerződés előtt Hunyad vármegye Brádi járásához tartozott.
A 2002-es népszámláláskor 1924 lakosa volt.

## Források

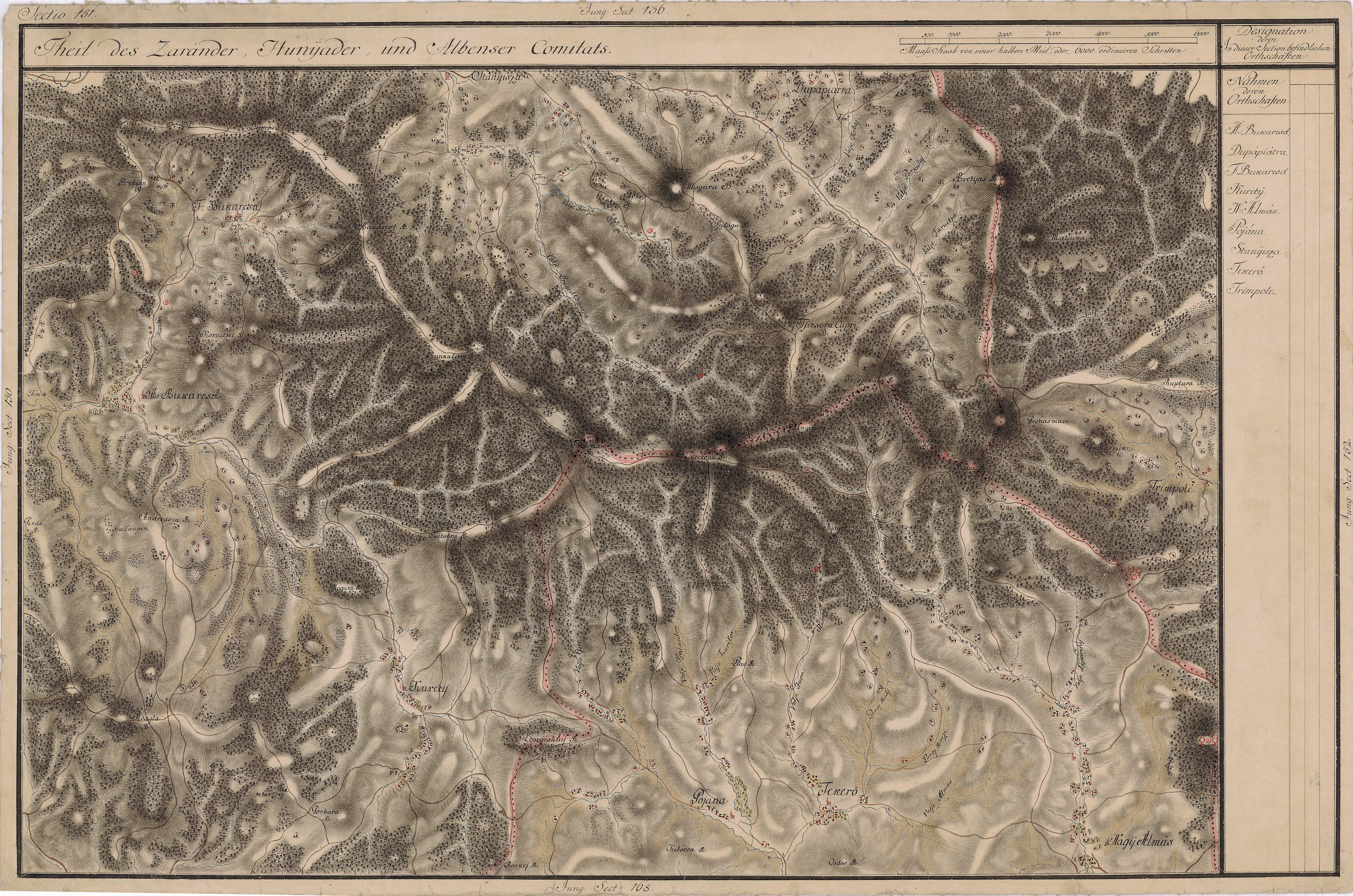
Bukuresd egy régi térképen